# Systatica bilineata
Systatica bilineata är en fjärilsart som beskrevs av Helmut Sick 1938. Systatica bilineata ingår i släktet Systatica och familjen mätare. Inga underarter finns listade i Catalogue of Life.